# روبرت ويلز
روبرت ويلز (بالإنجليزية: Robert Wells)‏ (مواليد 15 مايو 1961) هو ملاكم من المملكة المتحدة، مثّل بلاده في الألعاب الأولمبية الصيفية 1984 وحقق الميدالية البرونزية في فئة الوزن الثقيل السوبر.

## روابط خارجية
روبرت ويلز على موقع بوكس ريك (الإنجليزية) (registration required)
- روبرت ويلز على موقع أوليمبيديا (الإنجليزية)